# Palácio da Moncloa

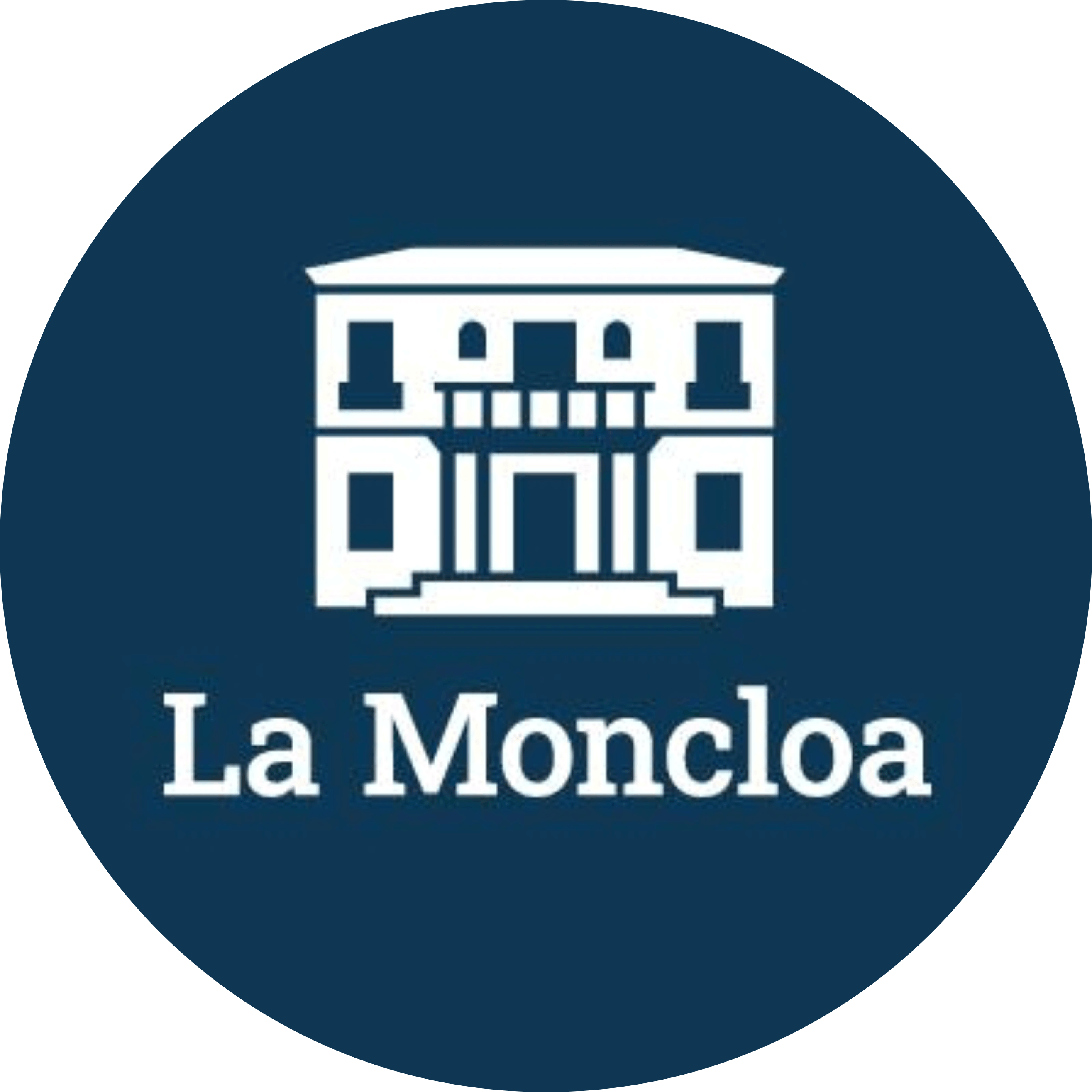
Logomarca.

O Palácio da Moncloa (em castelhano: Palacio de la Moncloa) é, desde 1977, a sede central da Presidência do Governo de Espanha e a residência oficial do primeiro-ministro e da sua família. Fica situado junto à Cidade Universitária de Madrid e está cercado por todo um complexo governamental que inclui, em volta do palácio original e dos seus jardins, edifícios vários de construção mais recente, fundamentalmente a Vice-presidência do Governo e o Ministério da Presidência, e os gabinetes do Porta-voz do Governo, incluindo a Sala de Imprensa e demais dependências principais. Todos os edifícios do complexo presidencial estão ligados entre si através do bunker subterrâneo que se construiu durante o mandato de Felipe González como prevenção de segurança para o Governo. Dentro do complexo, o palácio e os seus jardins estão murados e isolados externamente do resto, com excepção do pequeno pavilhão construído para albergar o Conselho de Ministros com alguns despachos e salões funcionais, o qual se encontra no próprio recinto do palácio.
O Palácio da Moncloa encontra-se, pois, situado no conjunto governamental denominado de Complejo de La Moncloa (Complexo da Moncloa), localizado na Avenida Puerta de Hierro (Avenida Porta de Ferro).

## História

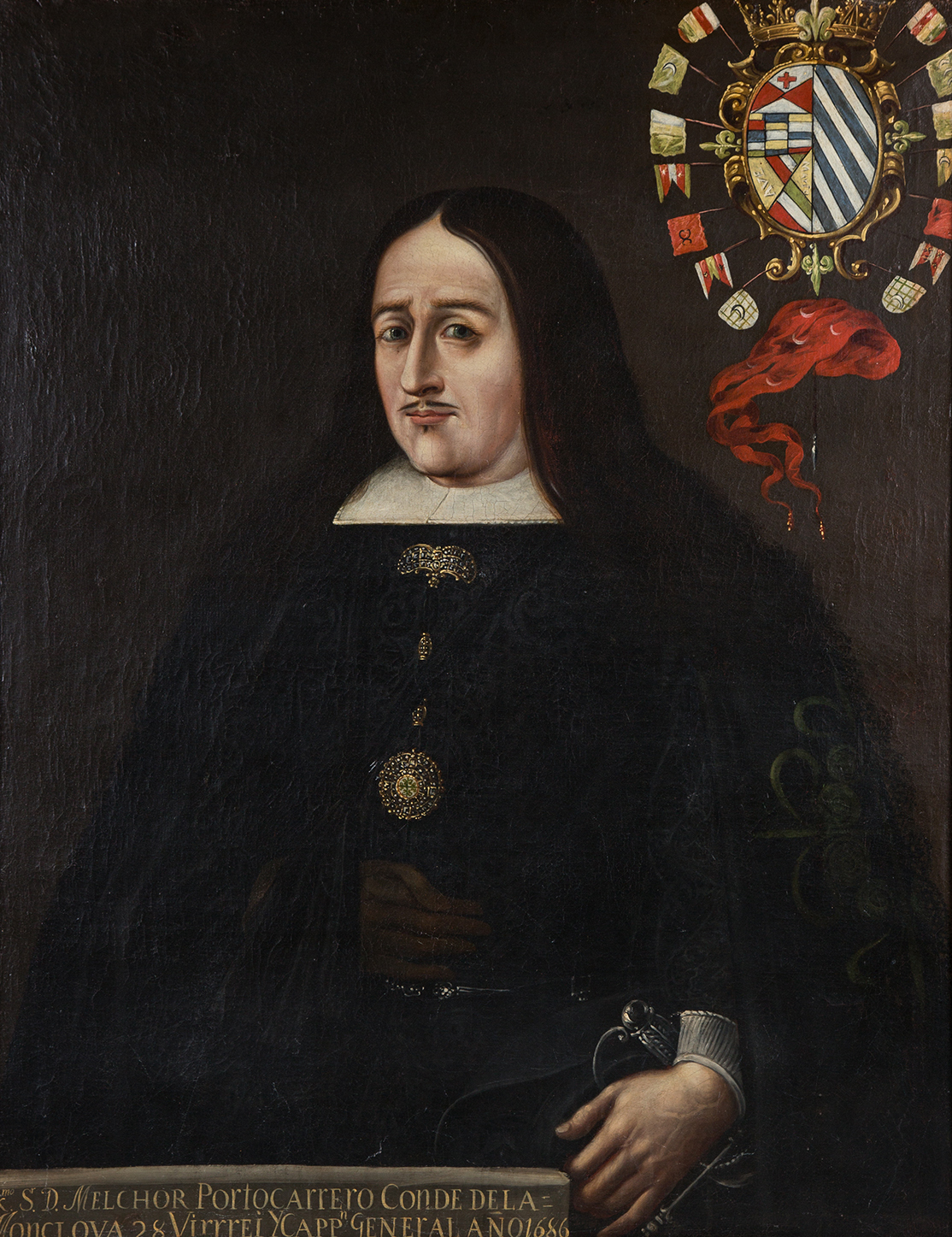
Melchor Portocarrero Laso de la Vega, 3º Conde de la Monclova, primeiro proprietário do Palácio da Moncloa.

O Palácio da Moncloa foi construído en 1642 e pertenceu ao Vice-Rei da Nova Espanha e do Peru Don Melchor Antonio Portocarrero y Lasso de la Vega, 3º Conde de Monclova, de cujo título deriva o actual nome do palácio. O palácio foi quase completamente destruído durante a Guerra Civil Espanhola. O actual palácio é, pois, na sua maior parte uma reconstrução do antigo palacete de caça levada a cabo na década de 1960.
Na sua reconstrução empregaram-se colunas procedentes do claustro do Palácio Arcepisopal de Arcos de la Llana , no vale do Rio Cavia, Província de Burgos, o qual foi, em tempos, a residência de Verão dos bispos da Arquidiocese de Burgos, os quais o ofereceram ao Chefe de Estado, Francisco Franco. Assim, as 12 colunas - "arrancadas sem cuidado" - que antigamente "vertebravam o claustro" do palácio burgalês configuram, actualmente, a imagem mais conhecida da residência oficial do Presidente do Governo Espanhol.
Anteriormente, a sede da Presidência do Governo encontrava-se no centro de Madrid, no nº 3 do Paseo de la Castellana, de onde se mudou em 1976 o primeiro Presidente do Governo da democracia moderna, Adolfo Suárez, fundamentalmente, e dada a sua localização, por motivos de segurança.
Previamente, o Palácio da Moncloa havia sido utilizado, durante Franquismo, como residência oficial de Chefes de Estado em visita à Espanha, função desempenhada, actualmente, pelo Palacio Real de El Pardo.

## Residência do Presidente do Governo

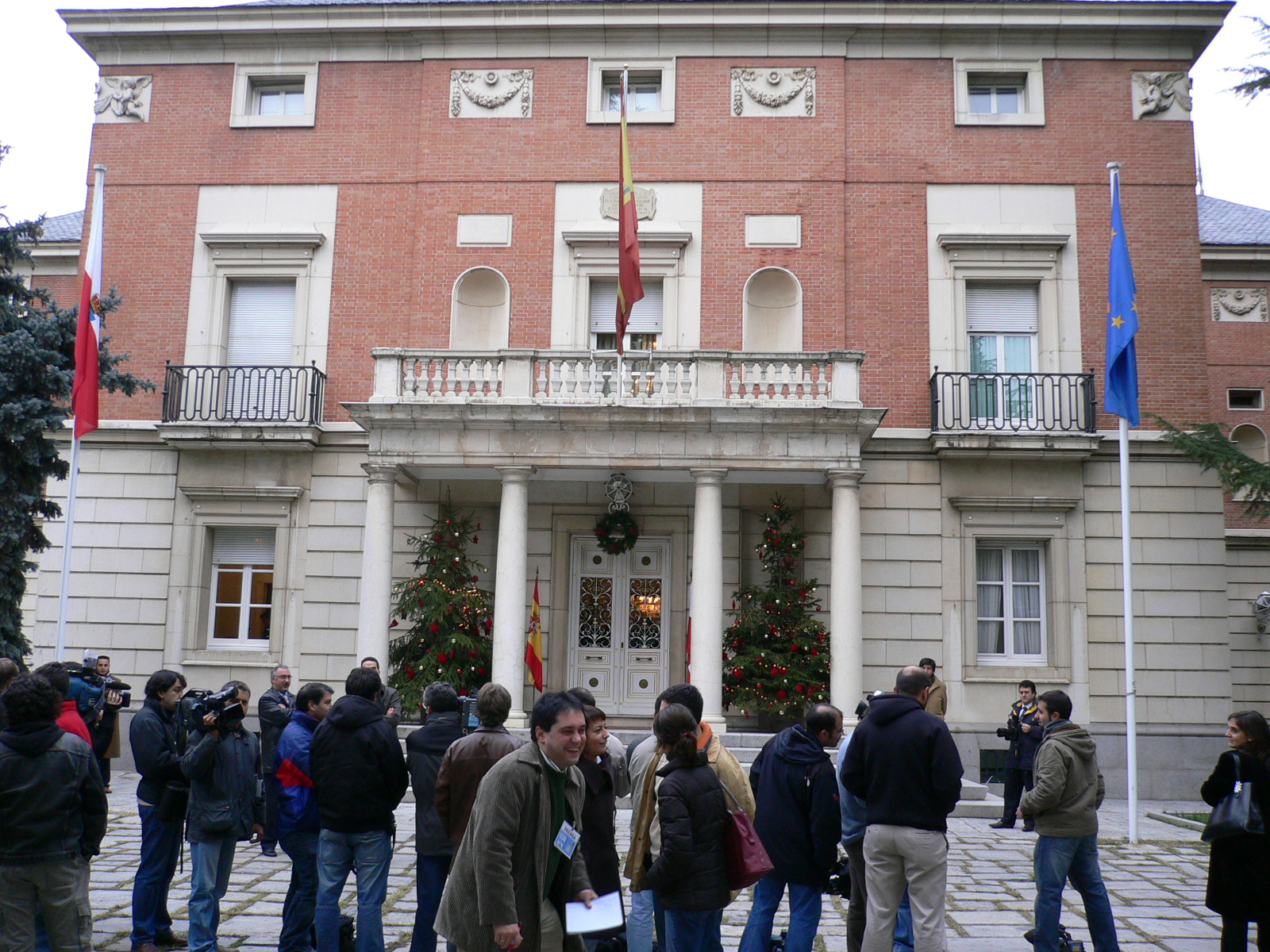
Jornalistas esperam em frente da entrada do Palácio da Moncloa

Cada um dos seis Presidentes do Governo da Espanha da moderna democracia deixou as suas marcas, mais ou menos evidentes, no Palácio da Moncloa.
- Adolfo Suárez (1976-1981), o seu primeiro inquilino da democracia espanhola, mandou construir um campo de ténis, arranjar a piscina e encher a residência de telefones.

- Leopoldo Calvo Sotelo (1981-1982), além de eliminar todos os aparatos telefónicos e procurar um lugar de destaque para o seu piano, habilitou o terceiro piso do palácio com novos aposentos para os seus filhos e eliminou todos os cinzeiros do palácio.

- Felipe González (1982-1996) e a sua esposa, Carmen Romero, apenas tocaram ao de leve no palácio. Felipe González dizia que era como um "palácio de nata montada com toques de purpurina". Construíu a pouca distância da residência um pequeno pavilhão funcional onde se celebram os Conselhos de Ministros todas as sextas-feiras, assiom como reuniões informais de trabalho ou encontros oficiais, e onde trabalham directamente o chefe do governo e a sua equipa mais firecta, num cenário decorativo mais moderno e prático, adornado com numerosos quadros de Miró e outras obras de arte moderna. Deste modo, González prescindiu, de facto, das dependências funcionais da Presidência do Governo no palácio, o qual ficou reduzido à função quotidiana de residência oficial. Deste modo, o antigo salão do Conselho de Ministros recuperou a sua função de sala de refeições principal, e criaram-se novas salas, como o Salão de Colunas, situado no pórtico principal do palácio, que foi coberto para tal efeito. Adaptado o palácio, González dedicou-se com especial cuidado ao jardim. Além do seu gosto pelos bonsais e pelas pedras talhadas da Estremadura, cultivou uma pequena horta e, mais amplamente, implantou e cultivou belas espécies vegetais que vieram complementar o conjunto dos jardins do palácio, já conhecidos pela sua discreta elegância.

- José María Aznar (1996-2004), uma vez instalado, reformou e actualizou o uso do segundo piso do palácio. Mandou construir uma pista de padel, pintar todos os aposentos e instalou, no terceiro piso, uma sala de jogos para os seus filhos. A sua esposa, Ana Botella, sentenciou: "É inabitável para uma família normal".

- José Luis Rodríguez Zapatero (2004- 2011) foi o Presidente do Governo que mais alterações permitiu no palácio, com a reforma mais radical a sair das mãos da sua esposa, Sonsoles Espinosa, a qual, pouco satisfeita com a aparência das salas, recorreu a conhecidos decoradores que recomendaram a substituição completa dos mobiliários por modernos móveis de desenho atual. O resultado foi um ambiente ecléctico no qual se conjugam as salas originais de aspecto palaciano e institucional com uma decoração moderna, em tons cinzentos e brancos; definitivamente, um ambiente de estilo internacional, ou Bauhaus, acomodado num velho palacete neoclássico. Por último, foram introduzidas numerosas obras de arte contemporânea e escultóricas, mas mantendo os móveis e objetos singulares do conjunto clássico original, de onde cabe destacar a velha mesa de despacho do General Narváez, oferecida pelo Rei Juan Carlos I a Adolfo Suárez.
- Mariano Rajoy (2011-2018) após a vitória eleitoral em novembro de 2011, instalou-se no Palácio juntamente com sua esposa, Elvira Fernández Balboa, e seu filhos Mariano e Juan em dezembro do mesmo ano. O escritório do ex-presidente estava localizado numa sala com varanda com vistas para os jardins e estava organizado em três ambientes em : o primeiro com sofás, cadeiras e uma mesa auxiliar para recepções; o segundo possuía uma mesa de trabalho de metal e cadeiras brancas; já o terceiro, era o escritório do ex-presidente, com uma mesa de madeira escura, com duas cadeiras brancas em frente e a sua cadeira de escritório, de couro negro. Atrás, encontravam-se as bandeiras da Espanha e da União Europeia e o quadro de Joan Miró "Le Grand Sorcier", de 1968, e à direita estava pendurado um água-forte de Luis Gordillo intitulado "10 nostalgias y un olvido".
- Pedro Sánchez (2018-) após sua investidura em junho de 2018, Sánchez, sua esposa, Begoña Gómez, e suas duas filhas, Carlota Sánchez Gómez e Ainhoa Sánchez Gómez, instalaram-se no Palácio.